# Bernd Eckstein
Pour les articles homonymes, voir Eckstein.
Bernd Eckstein, né le 22 mai 1953 à Mengersgereuth-Hämmern, est un sauteur à ski est-allemand.

## Biographie
Membre du club Motor Zella-Mehlis, il termine notamment septième à l'épreuve du grand tremplin de Saut à ski aux Jeux olympiques de 1976 et cinquième sur le petit tremplin lors des Championnats du monde à Falun.
Son meilleur résultat sur la scène internationale reste sa troisième place à la Tournée des quatre tremplins en 1973-1974, où il gagne aussi la manche disputée à Bischofshofen.

## Palmarès

### Jeux olympiques
| Épreuve / Édition | Innsbruck 1976 |
| Petit tremplin    | 32e            |
| Grand tremplin    | 7e             |

### Championnats du monde
| Épreuve / Édition | Épreuve / Édition | Falun 1974 |
| Petit tremplin    | Petit tremplin    | 5e         |